# Jindřich Babenberský
Jindřich Babenberský zvaný Ukrutný či Zlý (německy Heinrich der Grausame nebo der Gottlose, 1208 – 29. listopadu 1227/1228?) byl vzpurný syn rakouského vévody Leopolda VI. a Theodory, příbuzné byzantského císaře Izáka II. Byl druhorozený a po smrti staršího bratra Leopolda se měl stát nástupcem svého otce.
29. listopadu 1225 se na základě papežského dispenzu v Norimberku Jindřichova sestra Markéta stala chotí mladého Jindřicha Štaufského, dosavadního snoubence Anežky Přemyslovny a Jindřich se téhož dne oženil s Anežkou, dcerou durynského lantkraběte Heřmana. Slavnost byla zkalena vraždou kolínského arcibiskupa Engelberta a mladík díky otcovu rozhodnutí nezískal od tchána žádné věno. Roku 1226 se proti otci vzbouřil, obsadil Hainburg a vyhnal odtud svou matku "s hanbou a nadávkami". Zemřel v listopadu roku 1227 či 1228 a byl pohřben v klášteře Heiligenkreuz.